# Brocards problem
Brocards problem går ut på att hitta naturliga tal n och m sådana att
n!+1=m2,
det vill säga att n-fakultet är ett mindre än en heltalskvadrat.
Problemet formulerades av Henri Brocard i två artiklar från 1876 och 1885, och av Srinivasa Ramanujan 1913 (oberoende av Brocard).

## Brown-tal
Talpar (n,m) som löser Brocards problem kallas Brown-tal (efter Kevin S. Brown).
Det finns endast tre kända par av Brown-tal:
(4,5), (5,11) och (7,71).
Paul Erdős förmodade att det inte finns fler lösningar.
Datorberäkningar har visat att det inte finns fler lösningar för n upp till en miljard (Berndt och Galway, 2000).

## Varianter av problemet
Dabrowski har bevisat att om abc-förmodan är sann, har ekvationen
n!+A=m2
endast ändligt många lösningar för ett givet heltal A – speciellt att det endast finns ändligt många par av Brown-tal.